# 蒂塔博镇
蒂塔博镇（Titabor Town），是印度阿萨姆邦Jorhat县的一个城镇。总人口7450（2001年）。

## 人口
该地2001年总人口7450人，其中男性4080人，女性3370人；0—6岁人口837人，其中男397人，女440人；识字率80.95%，其中男性为84.02%，女性为77.24%。